# Satijnsteek

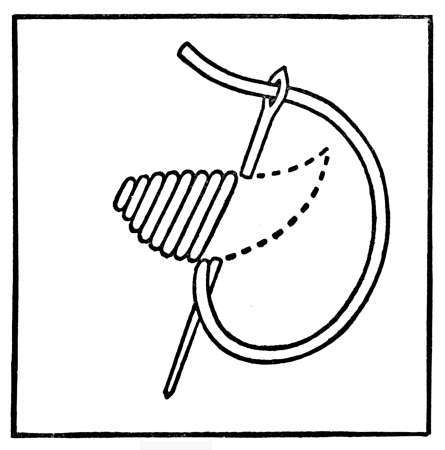
De satijnsteek in de eenvoudigste vorm

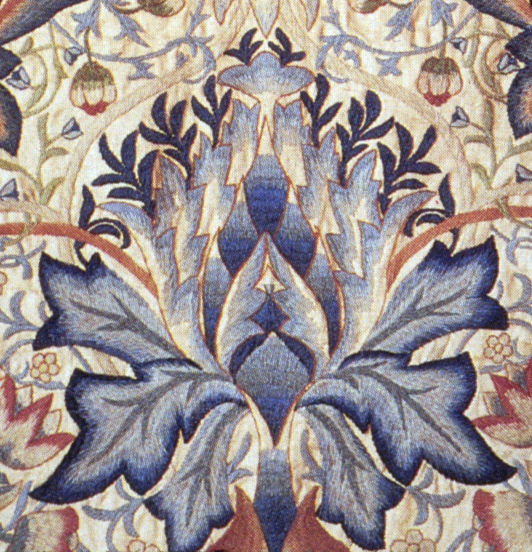
Geborduurd bloemmotief in de satijnsteek, 1890

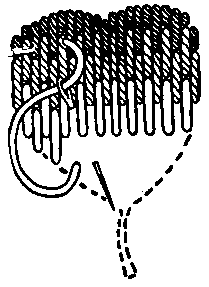
Platte steek toegepast in een "baksteenpatroon" met verlopende toonwaarde.

De satijnsteek of platsteek is een borduursteek die wordt gebruikt om vlakken te vullen.  De steken worden hierbij altijd parallel aan elkaar gemaakt en zeer dicht naast elkaar geplaatst, zodat de stof ertussen niet meer zichtbaar is. De steken van de satijnsteek kunnen in lengte verschillen, afhankelijk van de vorm van het op te vullen vlak. Bij gebruik van een glanzend borduurgaren wordt het effect van satijn bereikt.

## Toepassingen
De satijnsteek wordt in borduurwerk toegepast om kleine vlakken, zoals een bloemblaadje, te vullen. De satijnsteek wordt echter ook toegepast in groot, bewerkelijk borduurwerk. Daarbij wordt dunne splijtzijde of echte zijde gebruikt. Er wordt dan een glanzend, satijnen, resultaat bereikt.
De platsteek wordt toegepast in eenvoudige borduurpakketten met relatief dikke wollen of katoenen garen. In deze toepassing wordt snel resultaat geboekt vergeleken met de veel bewerkelijker kruissteek.

## Techniek
Als zorgvuldig gewerkt wordt, is de satijnsteek aan de voorzijde van het borduurwerk gelijk aan de achterzijde. Om garen te besparen kan als alternatief de steek gemaakt worden door de draad aan het uiteinde van de steek een klein stukje verder naar voren te halen. Het effect dat hiermee op de goede zijde van het werk bereikt wordt is dan echter niet optimaal.
De kunst van de satijnsteek is om een vloeiende rand van het vlak te verkrijgen. Daartoe moet de stof waarop geborduurd wordt in elk geval uit een fijn weefsel bestaan.
Op aftelbare stof wordt geborduurd volgens het telpatroon. De steek kan dan recht (parallel aan de draden van de stof) of schuin (onder een hoek van bijvoorbeeld 45°) toegepast worden. In deze toepassing spreekt men eerder van de platsteek.

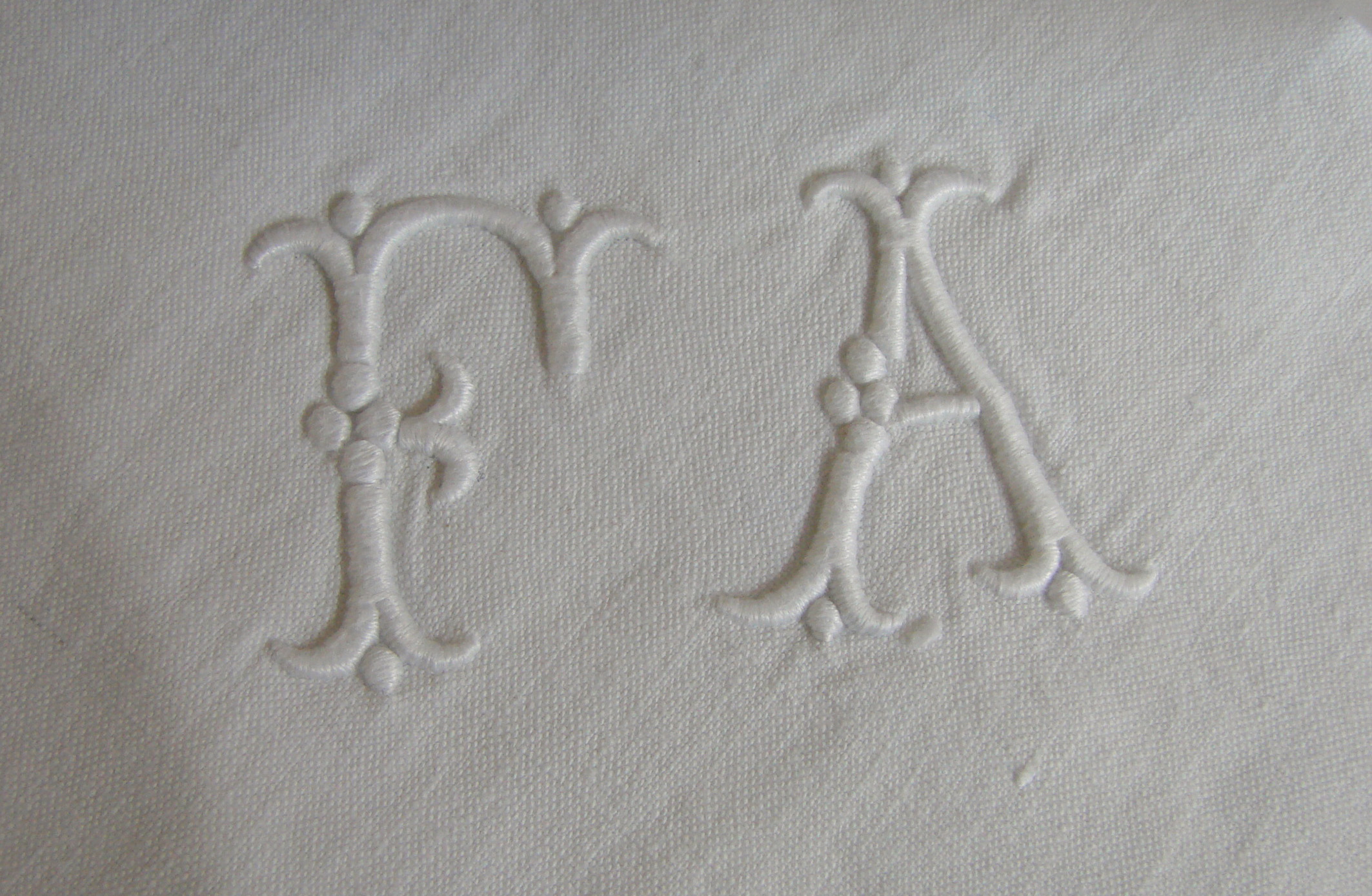
Letters in wit-borduurwerk met de platsteek gemaakt door een borduurmachine. De steken zijn hier zo dicht op elkaar geplaatst dat een relief ontstaat.

 Voor het borduren op niet-aftelbare stof wordt de te borduren vorm met bijvoorbeeld potlood of radeerpapier op de stof overgebracht.
- De satijnsteek kan ook worden gemaakt met behulp van een borduurmachine.[9] Een enigszins glanzende satijnsteek kan echter ook met een gewone naaimachine gemaakt worden, door de zigzagsteek te naaien met een zeer korte steeklengte.

## Varianten
- De spaarsteek is een aan de platsteek verwante steek waarbij in een heen- en weergaande beweging wordt geborduurd.[10]
- Bij de ingrijpsteek wordt er eerst een rij satijnsteken gemaakt. Daaronder wordt een tweede rij gemaakt, waarbij voor de steken van de tweede rij de naald tussen de steken van de eerste rij naar boven wordt gestoken. Dit heeft als voordeel dat er geen scherpe rand tussen twee rijen steken komt. Deze techniek wordt ook gebruikt voor het bereiken van kleurgradaties.[1]
- Bij de verlopende ingrijpsteek worden korte en langere steken afgewisseld. Ook deze techniek wordt gebruikt om kleurverloop te verkrijgen.[1]
- Ten slotte is er de verhoogde satijnsteek: bij borduurwerk waar reliëf gewenst is, kan de satijnsteek gebruikt worden over vulsteken heen die loodrecht op de satijnsteken zijn genaaid, met een dikker materiaal.[2]